# Francesco Cavallini
Francesco Cavallini (Vanzago, 28 settembre 1896 – Pecorara, 25 febbraio 1945) è stato un calciatore italiano, di ruolo attaccante.

## Carriera
Milanese di origini piacentine, esordisce con l'Unione Sportiva Milanese nel campionato 1913-1914; con la formazione bianconera partecipa ai campionati di Prima Categoria, affrontando tra le altre Inter e Milan. Nel corso della prima guerra mondiale viene chiamato al fronte con il grado di maggiore; terminato il conflitto, riprende l'attività agonistica sempre con la Milanese. Nel 1921 abbandona la squadra (che partecipava al campionato di Prima Divisione 1921-1922 CCI) e si trasferisce al Piacenza, dove rimane per due anni tra Prima Categoria e Seconda Divisione, indossando anche la fascia di capitano nella seconda annata. Realizza 12 reti in 24 partite, tuttavia il suo rendimento viene criticato, e nel 1923 lascia il Piacenza e l'attività calcistica, anche a causa degli impegni lavorativi. Vi fa ritorno nel gennaio 1926, disputando 5 partite di campionato, prima di ritirarsi definitivamente.

## Dopo il ritiro
Si stabilisce definitivamente nel Piacentino, promuovendo il gioco del calcio nei paesi della provincia e guidando squadre dei paesi di Pianello e Nibbiano. Terminata l'attività sportiva, diventa assistente tecnico della diga del Molato, in Val Tidone; durante la Resistenza aderisce alla Repubblica Sociale Italiana e viene fucilato dai partigiani il 25 febbraio 1945.
Alla sua memoria è stato intitolato il campo sportivo di Nibbiano.